# Tordylium apulum
Espèce
Synonymes
- Condylocarpus apulus (L.) Hoffm.[1]
- Condylocarpus humilis W.D.J.Koch[1]
- Pastinaca apula (L.) Koso-Pol.[1]

Tordylium apulum, le Tordyle des Pouilles, est une espèce de plantes à fleurs méditerranéenne de la famille des Apiaceae.

## Description
Le Tordyle des Pouilles est une plante annuelle de 20 à 60 cm de hauteur.

## Répartition et habitats
On trouve la plante autour de la méditerranée (sauf le Maroc) dans les cultures et friches.

## Utilisation
C'est une plante à feuilles comestibles. On le retrouve dans la composition de la misticanza, un mélange d'herbes autrefois sauvages, de nos jours cultivées, typique de la cuisine traditionnelle du Latium en Italie.

## Galerie

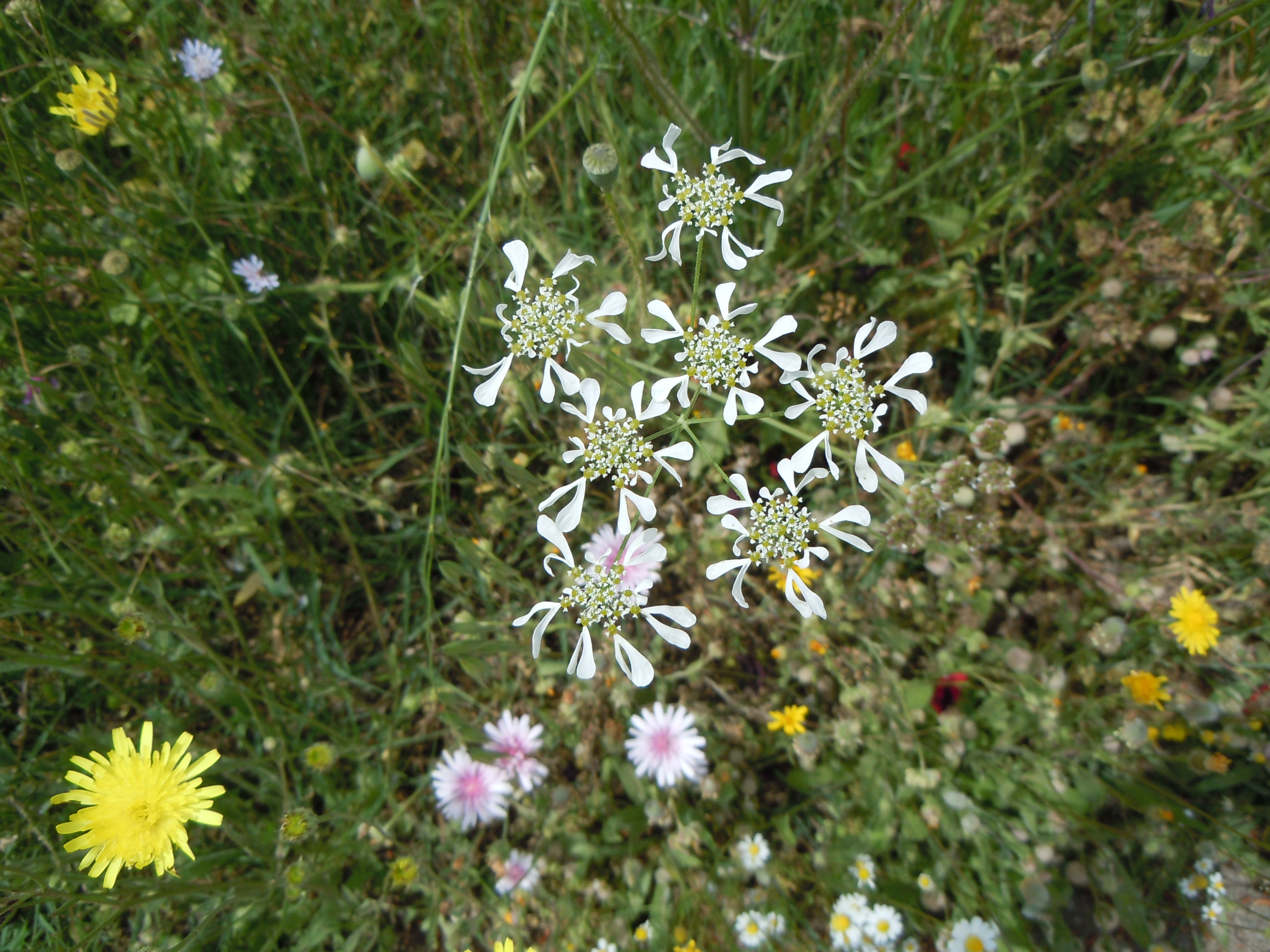
Inflorescence.
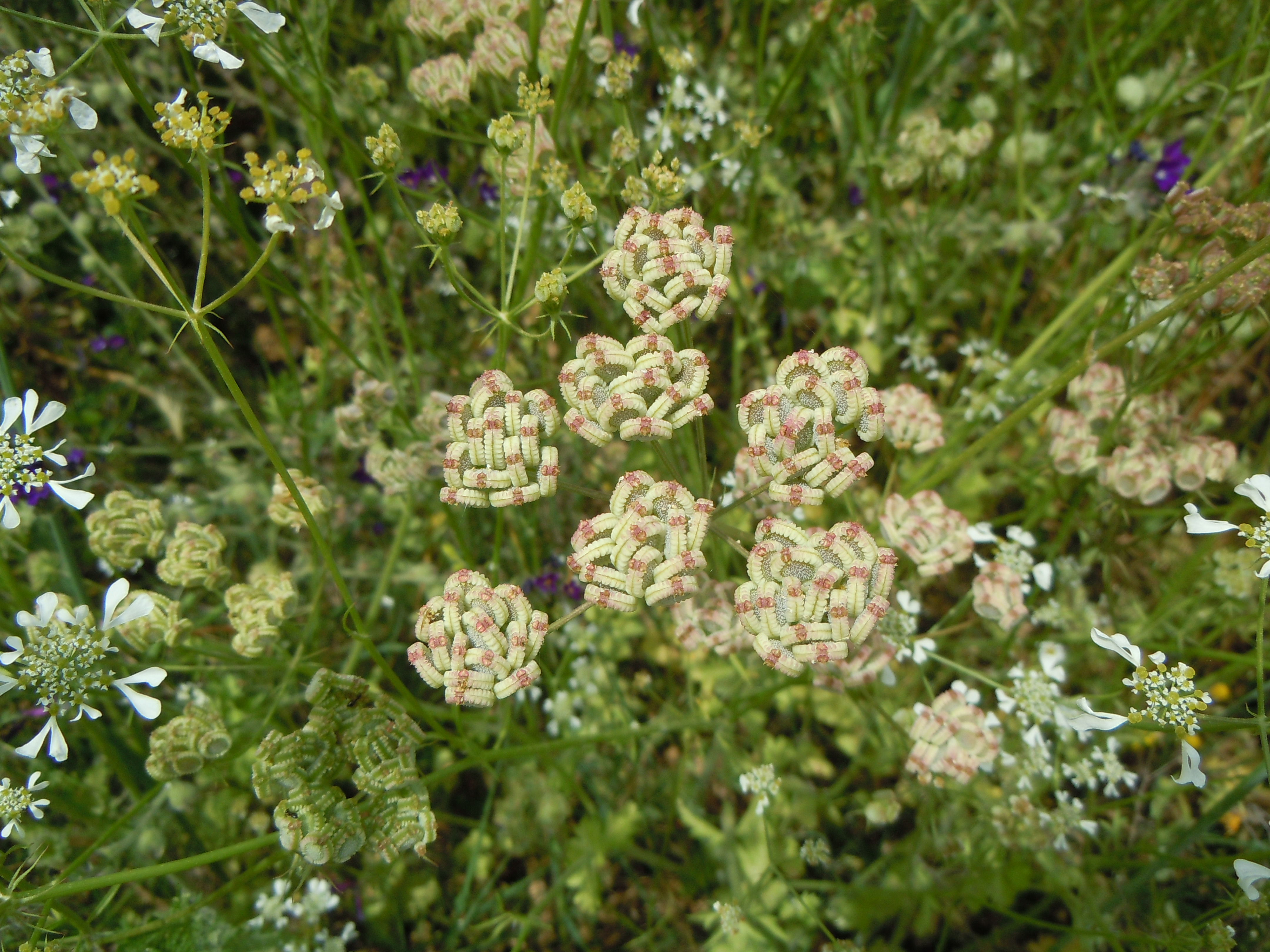
Infructescence.